# Oddbods
Oddbods est une série télévisée d'animation singapourienne-britannique en 284 épisodes.
Créée par Richard Thomas et par le studio One Animation en 2014, cette série d'animation est très vite devenue un succès mondial pour son humour à travers les aventures drôles et les tours notables que se jouent les personnages.
Cette série se centre sur les aventures drôles que vivent de petites créatures ayant chacune leur petit caractère. Ce sont les Oddbods dont voici les noms : Fuse, Slick, Bubbles, Newt, Jeff, Pogo et Zee.
Originellement la série est diffusée sur Disney Channel Asie. Elle est diffusée en France sur Canal+ Family depuis 2014 et depuis le 31 décembre 2015 sur Télétoon+. Elle a été diffusée sur C8 dans l'émission C8 Cartoon vers septembre 2017.

## Histoire
Oddbods est une série d'animation créée en 2014 par Richard Thomas originaire de Manchester et produite par le studio One Animation basé à Singapour. Par ailleurs, One Animation a produit autrefois Robin le robot et récemment Zak et les Insectibles.
Oddbods a été présentée pour la première fois au MIPCOM de Cannes par le Media Developpment Authority de Singapour du 13 au 16 octobre 2014.
De nombreuses séquences drôles enchaînées les unes après les autres avec 224 épisodes en courts-métrages d'une minute, orchestrés par les farces et drôleries des Oddbods, nous présentant les relations amicales entre deux des Oddbods, pour la première saison.
En 2016, Richard Thomas, qui est aussi le directeur chargé de l'animation du studio One Animation, a été interviewé  par le Manchester Evening News.
Il leur révèle que ce sont les personnalités qui l'ont principalement inspiré et que le fait de créer cette série leur a coûté à lui et au One Animation beaucoup de travail, mais que des experts les ont aidés à réaliser leur projet.
La série a une forte popularité pour l'humour et le caractère de chaque personnage et est ainsi diffusée dans 105 pays dont l'Angleterre, la France, les États-Unis mais aussi toute la région Asie-Pacifique.
Les droits de la série sont quant à eux rachetés par Disney.
Trudi Hayward compare ainsi les Oddbods à Tom et Jerry. Sa critique correspond à la popularité des personnages et de la série, ceci grâce à l'humour, les farces que se font les personnages et les situations drôles dans lesquelles se plongent les personnages, mais aussi les courts-métrages de cette dernière. Le total des épisodes égale celui de Tom et Jerry.
Dans la première saison, les Oddbods sont en fond de couleurs, alors que dans la seconde saison, les Oddbods toujours dans leurs farces ont chacun leur maison et qu'on remarque le paysage, les animaux, etc.
On remarque également d'autres Oddbods adultes ou jeunes, les Greybods, pouvant être considérés comme des habitants de Oddsville.
Ces derniers sont tous de couleur grise, sûrement une manière propre de ne pas faire confondre les Oddbods principaux à ceux de la ville, mais aussi une stylistique propre à la série.
Notons aussi que bien que les Oddbods aiment se jouer des tours, il est clair que le plus farceur de tous est Pogo qui ne manque pas d'avoir sa dose après s'être fait démasquer, en cela il y a même si cela est rare, une petite touche de sadisme.
Le fait que leurs aventures mélangent rires, aventures quotidiennes et aventures inattendues est aussi à l'origine du succès de la série.
La seconde saison, qui a été diffusée en 2016 compte 60 épisodes de 5 minutes.
La série a sur elle six awards et une troisième saison a été mise en production entre 2015 et 2017.
Diffusée de façon automatique sur sa chaîne Youtube comme les épisodes des saisons précédentes, cette saison a été diffusée internationalement en 2018 alors que finalisée en 2017.
Lorsque diffusée sur sa chaîne Youtube, la série a pour slogan "There's A Little Odd In Everybody! Embrace Your Inner Odd!" qui peut être traduit comme suit "Il y a un bout d'Oddbods en chacun de nous ! Retrouve et attache-toi à l'Oddbod qui a ton caractère !"
Cette troisième saison est mixte.
Il y a ainsi des épisodes d'une, de cinq et de sept minutes.

## Synopsis
À Oddsville vivent des créatures vêtus de fourrures, il s'agit des Oddbods. Aux comportements variant et aux différentes couleurs, ils se mettent dans des situations qui font tout tourner à la dérive.

## Personnages
La série met en scène sept personnages dont Zee le somnolent et Fuse le colérique.
- Fuse : Il est de couleur rouge, il est très furieux et coléreux, et ne sait pas se retenir, finissant la plupart du temps, par tourner au ridicule.
- Slick : Il est de couleur orange, il est charmeur, il est très galant et affectueux. Il cherche à être toujours plus cool, alors qu'il l'est déjà.
- Bubbles : Meilleure amie de Newt, de couleur jaune, elle est très aimable, sait se contrôler et est très chanceuse. Elle est scientifique, elle crée ainsi des outils de sciences très réussis. Courageuse, elle aime beaucoup l'aventure.
- Newt : Elle est de couleur rose, mignonne et très sympathique, elle aime beaucoup se faire belle ou encore faire toute activité permettant de se relaxer, se rendre souple ou devenir mince. Elle fait peur aux autres quand elle fait ses yeux mignons.
- Jeff : De couleur violette, il est très sérieux et se l'impose ainsi qu'aux autres, il n'aime pas les déchets, les ordures, et tous les jeux, hormis les jeux de sociétés, pour cette attitude tout le monde le trouve énervant.
- Pogo : Il est de couleur bleu et est très curieux, mais également très farceur. Contre les règles, il est toujours prêt à ridiculiser les autres ou à leur faire des farces.
- Zee : Il est de couleur verte et a des attitudes extravagantes, mais est également très somnolent.

## Épisodes

### Première saison (2014)
La première saison est composée de 224 épisodes en courts-métrages. Les épisodes n'ont pas de titre. Ces derniers présentent l'attitude de chaque personnage ainsi que les relations amicales entre deux personnages.

### Deuxième saison (2016)
La deuxième saison comporte 60 épisodes .
1. L'anniversaire de Jeff
2. En grande forme !
3. Seuls au monde
4. Parents, mode d'emploi
5. Le shériff d'Oddsville
6. Les aliens débarquent
7. La danse de Slick
8. Une nuit bien agitée
9. La nuit des loups garous
10. Pogo Pogo
11. L'Oddbod invisible
12. Slick et son robot
13. La vie d'artiste
14. Zeelionnaire
15. Le malade imaginaire
16. La ruse de Fuse
17. Détective Bubbles
18. Bubble Trouble
19. Un diner presque parfait
20. Mon héros
21. Service rendu
22. L'hypnotiseur
23. Un duo improbable
24. Une maison bien gardée
25. Abracadabra
26. Danse avec les Oddbods
27. Slicko le grand
28. Prisonniers malgré eux
29. Le boulet
30. L'effet glacé
31. Problème de voisinage
32. Super zhéros
33. Le porte bonheur
34. Un trésor pour deux
35. Courge qui peut !
36. Zee le grand
37. Nom d'une paille
38. Coloc spatiale
39. Jeff le macho
40. La pièce manquante
41. Pogo aux manettes
42. Le monstre d'Oddsville
43. Recherche nounours désespérément
44. Une journée sans portable
45. Pogo rétrécit
46. Les deux font la paire
47. Camping
48. Top départ
49. Encore une fois
50. Star du net
51. Self-control
52. Drôles de coïncidences
53. Boulot mais pas trop
54. La photo de l'année

De plus, six épisodes sans titre s'ajoutent à ces derniers. La tendance change cette fois-ci puisque dans cette saison chacun d'eux font cinq minutes.
Le dernier épisode de cette saison est "La photo de l'année".

### Troisième saison (2017)
1. Je suis Bubbles
2. Nous ne sommes pas seuls
3. Un rongeur affamé
4. Les Oddbods rajeunissent
5. Pixel
6. Même pas peur
7. Au secours, Papa est là !
8. Perdus dans le désert
9. Pour un baiser
10. Envie d'ailleurs
11. Hotdog 500
12. Un pique-nique presque parfait
13. Le somnambule
14. Les deux clowns
15. Copains comme cochons
16. Locataires indésirables
17. Le génie de la lampe
18. Master Jeff
19. Armagedon
20. L'hypnotiseur
21. Monster Truck
22. Le permis de conduire
23. Gym tonique
24. L'abominable ours des neiges
25. Services à revoir
26. Ne pas ouvrir
27. Invasion extraterrestre
28. L'invité surprise
29. Léger comme l'air
30. Attention les yeux
31. Les bonnes manières
32. L'attaque des drones
33. L'effet désastreux
34. Les coloc
35. La malédiction
36. Un cadeau vertigineux
37. La catagourmande
38. Les poissons de la discorde
39. Le contrat
40. Mise en quarantaine
41. La guerre des cônes
42. C'est mon arbre !
43. L'épidémie
44. Copie conforme
45. Chérie, j'ai rétréci Bubbles
46. Very Bad Trip
47. Retour à l'état sauvage
48. Le bonnet
49. Fou de sport
50. Ça gratte !
51. Touche pas mon œuf

## Réception
- Selon Trudi Hayward, d'ITVS GE, les Oddbods ressemblent à des personnages emblématiques tels que Tom et Jerry[6].
- Les personnages Fuse, Zee et Pogo ont une certaine popularité.

## Récompenses
- Best 3D animation at Television Asia Plus 2014[8]
- Asia Image Apollo Awards 2014[8]
- Apollo Awards 2014 : 3D Animation[9]
- Sichuan TV Festival Gold Panda Awards 2015 : best animated character[10]
- Web TV Asia Awards 2016
- Nomination aux International Emmy Kids Awards 2017

## Produits dérivés
En 2016, One Animation  annonce qu'elle va s'associer à de sociétés comme ITV Studios Global Entertainment (ITVS GE), et Copyright Promotions Licensing Group (CPLG) entre autres qui auront l'autorisation de faire des produits dérivés Oddbods destinés à être commercialisés partout dans le monde.
Des peluches Oddbods ont été donc conçues et commercialisées d'abord en Europe et dans le Moyen-Orient,, la commercialisation plus étendue de ces dernières étant mis en cours de processus pour la période 2017-2018.
Des vêtements, des emballages pour cadeaux ainsi que des papeteries sont également dans le programme de commercialisation.
Des jouets Kinder Surprise sur les Oddbods ont été produits en 2017.